# مشاكل النوم

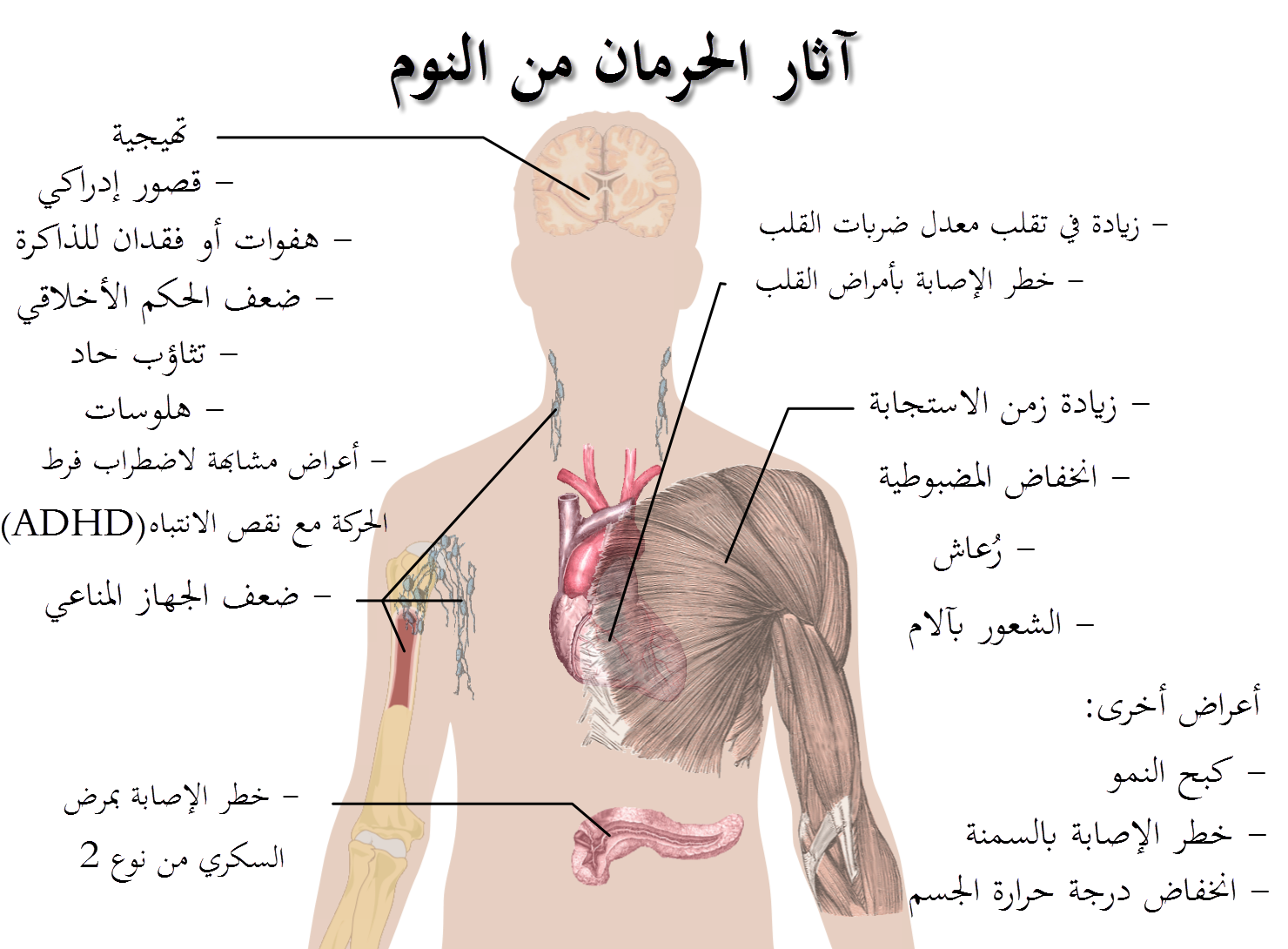
الآثار الصحية الرئيسية للحرمان من النوم.

الحرمان من النوم أو العجز عن النوم هو التأثير التراكمي لعدم الحصول على قسط كاف من النوم. قد يؤدي الحرمان من النوم المتكرر إلى تعب النفسي أو إعياء بدني.
هناك نوعان من حرمان النوم: نتائج الحرمان من النوم الجزئي والحرمان من النوم الكلي. يحدث الحرمان من النوم الجزئي عندما ينام شخص أو  حيوان مختبر قليلا جدا لعدة أيام أو أسابيع. مجموع الحرمان من النوم يعني أن تبقى مستيقظا لمدة 24 ساعة على الأقل. هناك نقاش في الأوساط العلمية حول تفاصيل الحرمان من النوم، ولا يعتبر أنه اضطراب.
[بحاجة لمصدر]

## النقاش العلمي
هناك جدل بين الباحثين حول ما إذا كان مفهوم الحرمان من النوم يصف ظاهرة قابلة للقياس. يحتوي العدد الصادر في سبتمبر/أيلول 2004 من مجلة «سليب» على افتتاحية مبارزة من اثنين من الباحثين البارزين في النوم، هما ديفيد دينجيس وجيم هورن. وقد أشارت تجربة أجريت عام 1997 أجراها أطباء نفسيون في كلية الطب بجامعة بنسلفانيا إلى أن الحرمان من النوم الليلي التراكمي تؤثر على النعاس أثناء النهار، ولا سيما في الأيام الأولى والثانية والسادسة والسابعة من النوم.
في إحدى الدراسات، تم اختبار المواد باستخدام مهمة اليقظة الحركية. تم اختبار مجموعات مختلفة من الناس مع أوقات نومهم المختلفة لمدة أسبوعين: 8 ساعات، 6 ساعات، 4 ساعات، وحرمانهم من النوم الكلي. كل يوم تم اختبارهم لعدد من الهفوات. وأظهرت النتائج أنه مع مرور الوقت، ساء أداء كل مجموعة، مع عدم وجود علامة على أي نقطة توقف. تم العثور على حرمان من نوم معتدل ليكون ضار. حيث كان للناس الذين ينامون 6 ساعات في الليل لمدة 10 أيام نتائج مماثلة لأولئك الذين كانوا ينامون تماما محرومين لمدة يوم واحد.

## التقييم
قد تم اختبار حرمان النوم في عدد من الدراسات. يحاول اختبار معين قياس مدى السهولة للغرق في النوم. عندما يتم هذا الاختبار عدة مرات خلال يوم، ويقول هذا الموضوع أن الذهاب إلى النوم والاستيقاظ يحدث بعد تحديد مقدار الوقت الذي استغرقه لتغفو.
تشير دراسة أجريت في يناير / كانون الثاني 2007 من جامعة واشنطن في سانت لويس إلى أن اختبارات اللعاب من إنزيم الأميلاز يمكن أن تستخدم للإشارة إلى حرمان النوم، لأن الإنزيم يزيد من نشاطه في الارتباط مع طول الوقت الذي حرم فيه الشخص من النوم.
تبينت مؤخرا أن عملية السيطرة على اليقظة تتأثر بشدة من قبل بروتين أوركسين
المكتشفة مؤخرا. وقد أضاءت دراسة أجريت عام 2009 من جامعة واشنطن في سانت لويس صلات هامة بين الحرمان من النوم وبروتين الأوريكسين وبيتا النشوانية، مع اقتراح بأن تطور مرض الزهايمر يمكن أن يكون افتراضيا نتيجة حرمان مزمن من النوم أو فترات مفرطة من اليقظة.

## عبر المجتمع
ذكرت مجلة ناشيونال جيوغرافيك أن متطلبات العمل والأنشطة الاجتماعية وتوافر الترفيه المنزلي على مدار 24 ساعة والوصول إلى الإنترنت من المسببات في الحرمان من النوم في الوقت الحالي. ذكرت يو إس إيه توداي في عام 2007 أن معظم البالغين في الولايات المتحدة الأمريكية يحصلون على حوالي ساعة أقل من متوسط وقت النوم قبل 40 عاما.
شكك باحثون آخرون في هذه الادعاءات. وذكرت افتتاحية عام 2004 في مجلة «سليب» أنه وفقا للبيانات المتاحة، فإن متوسط عدد ساعات النوم في فترة 24 ساعة لم يتغير بشكل ملحوظ في العقود الأخيرة بين البالغين. وعلاوة على ذلك، فإن الافتتاحية تشير إلى أن هناك مجموعة ساعات من وقت النوم الطبيعي المطلوب من قبل البالغين الأصحاء، والعديد من المؤشرات المستخدمة لاقتراح النعاس المزمن بين السكان ككل لا تقف أمام التدقيق العلمي.
استخدمت مقارنة البيانات التي تم جمعها من "مكتب إحصاءات العمل الأمريكي"  من 1965 إلى 1985 و1998 إلى 2001 لإظهار أن متوسط كمية النوم أو القيلولة أو الاستراحة التي قام بها الأمريكي البالغ قد تغيرت أقل من 0,7%، من متوسط قدره 482 دقيقة يوميا من عام 1965 حتى عام 1985 إلى 479 دقيقة يوميا من عام 1998 حتى عام 2001.

## انظر ايضًا
- اضطراب النوم

## وصلات خارجية
- مقالة «مجلة هارفرد» بعنوان «عميقاً في النوم» (بالإنجليزية)
- تدراس تقترح أن النوم الضائع لا يمكن تعويضه – LiveScience (بالإنجليزية)
- «رابطة النوم الأمريكية» مقالة بعنوان «ما هو الحرمان من النوم؟» (بالإنجليزية)